# ボルィースピリ国際空港
ボルィースピリ国際空港（ボルィースピリこくさいくうこう、ウクライナ語：Міжнародний аеропорт «Бориспіль»、英語：Boryspil International Airport）は、ウクライナの首都キーウ市の東28 km、キーウ州ボリースピリに位置する国際空港である。ウクライナ国内での最大の国際空港である。
ウクライナ空軍のボルィースピリ空軍基地と滑走路を共用しており、輸送機を主に運用する第15輸送航空旅団が所在している。

## 歴史
もともとはソビエト連邦の軍事基地であり、またソビエト国民の海外渡航が制限されていたことから、国内線中心の運行であった。ウクライナ独立後の1993年に一般開放され、以来発着数や乗客数は伸び続けている。2010年、2012年と二度にわたり新ターミナルがオープンし、また新たな滑走路の建設が計画されるなど、拡張を続けている。
2022年2月24日、2022年ロシアのウクライナ侵攻により、ロシアがウクライナ全土へ侵攻を開始し、その影響で発生したミサイル攻撃によって、当空港は甚大な被害を受けた。

## 交通アクセス
空港とキーウ市内の移動は長らくバスかタクシーなど道路交通しかなかったが、2018年11月にキーウ旅客駅(キーウ中央駅)との間を結ぶ空港連絡鉄道（キーウ・ボルィースピリ・エクスプレス）が開業した。運行間隔は1時間に1本(朝夕は約30分に1本、深夜帯は約2時間に1本)で、所要時間は約40分。時刻表は空港公式サイトに掲載されている。空港駅はターミナルDの横にあり、屋根付きの歩道で結ばれている。

## 設備
2本の滑走路と3つのターミナルを持つ。滑走路は空港施設を挟んで東西にある。西側の滑走路は開港当初からあり、東側の滑走路は2001年に増設されたものである。
ターミナルはB、D、Fの3つがあるが、2019年現在主に使用されているのはターミナルDである。国内線、国際線ともに同じターミナルに発着する。旧国内線専用ターミナルとしてターミナルAがあったが2011年に閉鎖された。他にVIP用のターミナルCがあったが、こちらもターミナルDに統合される形で廃止された。
ターミナルBはソ連時代から国際線ターミナルとして使用されていたが、21世紀に入り首都空港の国際線用設備としては規模が小さく古く、また混雑が激しくなったため、2010年にターミナルFを開業させて会社ごとに分けた。更に新しいメインターミナルとしてターミナルDを建設し、2012年に開業させた。なおこの間ターミナルAの閉鎖からターミナルDの開業まで、国内線はターミナルBの近くに発着していた。ターミナルD開業後、ターミナルBはチャーター便や臨時便に用いられている。

ターミナルDの開業によってBとFは定期便に使用されなくなり、Fは将来的な貨物ターミナル化のために閉鎖された。しかしその後ターミナルFをLCC向けターミナルとして再整備することが決定し(ターミナルFはもともとボーディングブリッジを持たないなどLCC向けも視野に入れて建設されていた)、2019年3月31日に再オープンする予定である。

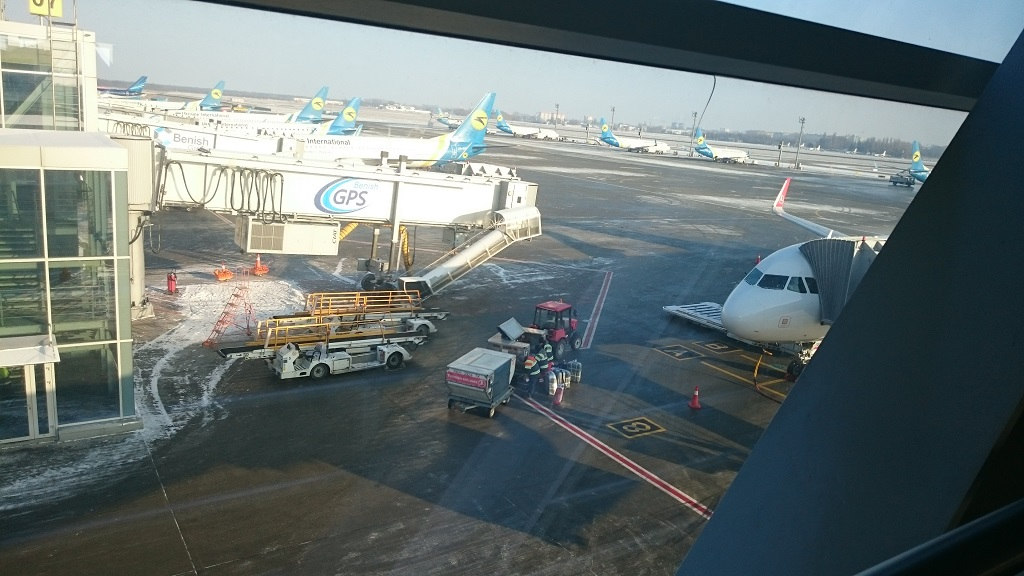
ターミナル D

## 拠点・焦点都市としている航空会社
以下の航空会社がこの空港をハブ空港（拠点都市）としている。(2022年ロシアのウクライナ侵攻により、運航停止中)
- ウクライナ国際航空

## 就航航空会社と就航都市
それまで旅客流動では最大であったウクライナとロシアを結ぶ航空便は2015年10月以降、全便運行停止中となっている。以下は通年運航のみ掲載。また、前述の2022年ロシアのウクライナ侵攻によって空港の設備が甚大な被害を受けたため、全便の運行を停止している。

### 国内線
| 航空会社           | 就航地 |
| ------------------ | --- |
| ウクライナ国際航空 | ドニプロ、イヴァーノ＝フランキーウシク、ハルキウ、リヴィウ、オデーサ、ザポリージャ、チェルニウツィー国際空港 |

### 国際線
| 航空会社                     | 就航地 |
| ---------------------------- | --- |
| ウクライナ国際航空           | イスタンブール、アンマン、アリカンテ、アムステルダム、アンカラ、 ドバイ、テヘラン、テルアビブ、バンコク、北京/首都、コロンボ、キシナウ、リガ、ヴィリニュス、アルマトイ、アスタナ、ミンスク、バクー、トビリシ、クタイシ、エレバン、アテネ、バルセロナ、ブリュッセル、ベルリン/テーゲル、フランクフルト、デュッセルドルフ、ミュンヘン、ジュネーブ、ヘルシンキ、ラルナカ、ロンドン/LGW、マドリッド、ミラノ/マルペンサ、ヴェネツィア、ローマ、パリ/CDG、プラハ、ストックホルム/アーランダ、ヴェネツィア、ウィーン、ワルシャワ、アムステルダム、チューリッヒ、ニューヨーク/JFK [季節運航] ニース |
| スカイアップ航空             | バルセロナ、ラルナカ、ナポリ、トビリシ |
| エーゲ航空                   | アテネ |
| エア・アラビア               | シャールジャ |
| エア・アスタナ               | アスタナ、アルマトイ |
| エールフランス               | パリ/CDG |
| マルタ航空                   | マルタ |
| モルドバ航空                 | キシナウ |
| エア・セルビア               | ベオグラード(2019年6月4日に再開) |
| エア・バルティック           | リガ |
| オーストリア航空             | ウィーン |
| アゼルバイジャン航空         | バクー |
| ベラヴィア                   | ミンスク |
| ブリティッシュ・エアウェイズ | ロンドン/LHR(2019年10月3日に終了) |
| ブリュッセル航空             | ブリュッセル |
| チェコ航空                   | プラハ |
| エル・アル航空               | テル・アビブ |
| フライドバイ                 | ドバイ |
| ジョージアン・エアウェイズ   | トビリシ |
| イラク航空                   | バグダッド |
| KLMオランダ航空              | アムステルダム |
| ラウダモーション             | ウィーン |
| LOTポーランド航空            | ワルシャワ |
| ルフトハンザドイツ航空       | フランクフルト、ミュンヘン |
| ノルディカ航空               | タリン |
| カタール航空                 | ドーハ |
| ライアンエアー               | アテネ、バルセロナ、ベルリン、ブラチスラヴァ、ブィドゴシュチュ、ダブリン、グダニスク、クラクフ、ロンドン/STN、マンチェスター、パフォス、ポズナン、ソフィア、ストックホルム/スカブスタ、ヴィリニュス、ワルシャワ、ヴロツワフ |
| スイス国際航空               | チューリッヒ |
| ターキッシュ エアラインズ    | イスタンブール |

## 所在部隊
- ウクライナ空軍司令部直轄部隊隷下
  - 第15輸送航空旅団（ウクライナ語版） - An-30B、An-24B、An-26、Mi-8T/MTV/SME-V